# میریام برو
میریام برو (فرانسوی: Myriam Bru‎؛ زادهٔ ۲۰ آوریل ۱۹۳۲) هنرپیشه، و بازیگر سینما اهل فرانسه است.
از فیلم‌ها یا برنامه‌های تلویزیونی که وی در آنها نقش داشته‌است می‌توان به مؤسسه ریکوردی، پوچینی و چه شریرند مردان! اشاره کرد.